# Mordellistena aureomicans
Mordellistena aureomicans is een keversoort uit de familie spartelkevers (Mordellidae). De wetenschappelijke naam van de soort is voor het eerst geldig gepubliceerd in 1965 door Ermisch.